# Mesotes
Mesotes (μεσότης, griechisch „Mitte“) ist ein Terminus der antiken Philosophie, der durch Aristoteles in die Ethik eingeführt wurde. Er bezeichnet laut Aristoteles die Stellung einer Tugend zwischen zwei einander entgegengesetzten Lastern, dem „Übermaß“ und dem „Mangel“. 
Ein Beispiel ist die Tugend der Tapferkeit, „ἀνδρεία“ (andreia). Wer die ἀνδρεία hat, ist ἀνδρεῖος (mannhaft, tüchtig, mutig und tapfer) und heißt „ὁ ἀνδρεῖος“ (der Mannhafte, Tüchtige). Die ἀνδρεία steht als Mesotes (Mitte bzw. mittlere Disposition) zwischen „Tollkühnheit“ und „Feigheit“. Diese jeweilige Mitte ist allerdings nicht ein arithmetisch mittlerer Punkt, der durch zwei gegenseitige Laster eindeutig bestimmt wird, sondern sie versteht sich als ethische Handlungsmöglichkeit, die den Besonderheiten der handelnden Person und ihrer situativen Umstände Rechnung trägt. Diese Mitte ist subjektiv und situationsabhängig durch die Vernunft des Einzelnen bestimmt und kann sich zwischen zwei Personen unterscheiden. Dementsprechend zeigt sich die Vorstellung vom guten Leben laut Aristoteles als eine „mittlere Lebensform“:
Daher ist die Tugend ihrem Wesen (ousia) nach, das heißt nach der Definition, die angibt, was es heißt, dies zu sein (to ti en einai), eine Mitte; im Hinblick darauf aber, was das Beste (ariston) und das gute Handeln (eu) ist, ist sie ein Extrem. - Nikomachische Ethik, 2. Buch, Abschnitt 6 (1106b-1107a)
Weitere Beispiele (s. Nikomachische Ethik, 2. Buch, 1108b):
- Stumpfsinn – Mäßigkeit – Zuchtlosigkeit

- Verschwendung – Freigebigkeit – Geiz
- Schmeichelei – Freundlichkeit – Streitsucht
- Selbstzweifel - Selbstbewusstsein - Selbstüberschätzung
- Kleinmut - Mut - Hochmut